# Pseudameira breviseta
Pseudameira breviseta är en kräftdjursart som beskrevs av Walter Klie 1950. Pseudameira breviseta ingår i släktet Pseudameira och familjen Ameiridae. Arten har ej påträffats i Sverige. Inga underarter finns listade i Catalogue of Life.